# Actinodaphne
Actinodaphne, rod dvosupnica iz porodice lovorovki iz suptropske i tropske Azije. Pripada mu preko 120 vrsta zimzelenog drveća i grmova. Neke vrste endemske su u Kini

## Vrste
1. Actinodaphne acuminata (Blume) Meisn.
2. Actinodaphne albifrons Kosterm.
3. Actinodaphne amabilis Kosterm.
4. Actinodaphne ambigua Hook.f.
5. Actinodaphne andamanica M.Gangop.
6. Actinodaphne archboldiana C.K.Allen
7. Actinodaphne areolata Blume
8. Actinodaphne bicolor (Merr.) Merr.
9. Actinodaphne borneensis Meisn.
10. Actinodaphne bourdillonii Gamble
11. Actinodaphne bourneae Gamble
12. Actinodaphne brassii C.K.Allen
13. Actinodaphne caesia Teschner
14. Actinodaphne campanulata Hook.f.
15. Actinodaphne candolleana (Thwaites) Meisn.
16. Actinodaphne celebica Miq.
17. Actinodaphne cinerea Elmer
18. Actinodaphne cochinchinensis Meisn.
19. Actinodaphne concinna Ridl.
20. Actinodaphne concolor Nees
21. Actinodaphne confertifolia (Hemsl.) Gamble
22. Actinodaphne corymbosa Blume
23. Actinodaphne crassa Hand.-Mazz.
24. Actinodaphne cupularis (Hemsl.) Gamble
25. Actinodaphne diversifolia Merr.
26. Actinodaphne dolichophylla (Merr.) Merr.
27. Actinodaphne elegans Thwaites
28. Actinodaphne ellipticibacca Kosterm.
29. Actinodaphne engleriana Teschner
30. Actinodaphne ferruginea H.Liu
31. Actinodaphne forrestii (C.K.Allen) Kosterm.
32. Actinodaphne fragilis Gamble
33. Actinodaphne fuliginosa Airy Shaw
34. Actinodaphne furfuracea Blume
35. Actinodaphne glabra Blume
36. Actinodaphne glauca Nees
37. Actinodaphne glaucina C.K.Allen
38. Actinodaphne glomerata (Blume) Nees
39. Actinodaphne gracilis Miq.
40. Actinodaphne gullavara (Buch.-Ham. ex Nees) M.R.Almeida
41. Actinodaphne henryi Gamble
42. Actinodaphne hirsuta Blume
43. Actinodaphne hookeri Meisn.
44. Actinodaphne hypoleucophylla Hayata
45. Actinodaphne javanica Miq.
46. Actinodaphne johorensis Gamble
47. Actinodaphne kinabaluensis Kosterm.
48. Actinodaphne koshepangii Chun ex Hung T.Chang
49. Actinodaphne kostermansii S.Julia
50. Actinodaphne kweichowensis Yen C.Yang & P.H.Huang
51. Actinodaphne lanata Meisn.
52. Actinodaphne lanceolata Dalzell & A.Gibson
53. Actinodaphne latifolia Teschner
54. Actinodaphne lawsonii Gamble
55. Actinodaphne lecomtei C.K.Allen
56. Actinodaphne ledermannii Teschner
57. Actinodaphne leiophylla (Kurz) Hook.f.
58. Actinodaphne longipes Kosterm.
59. Actinodaphne macgregorii (Merr.) Kosterm.
60. Actinodaphne macrophylla (Blume) Nees
61. Actinodaphne macroptera Miq.
62. Actinodaphne madraspatana Bedd. ex Hook.f.
63. Actinodaphne magniflora C.K.Allen
64. Actinodaphne malaccensis Hook.f.
65. Actinodaphne mansonii M.Gangop.
66. Actinodaphne menghaiensis J.Li
67. Actinodaphne microphylla Elmer
68. Actinodaphne mollis Blume
69. Actinodaphne molochina Nees
70. Actinodaphne moluccana Blume
71. Actinodaphne montana Gamble
72. Actinodaphne moonii Thwaites
73. Actinodaphne multiflora Benth.
74. Actinodaphne mushaensis (Hayata) Hayata
75. Actinodaphne myriantha Merr.
76. Actinodaphne nicobarica M.Gangop.
77. Actinodaphne nitida Teschner
78. Actinodaphne notabilis Doweld
79. Actinodaphne novoguineensis Teschner
80. Actinodaphne obovata (Nees) Blume
81. Actinodaphne obscurinervia Yen C.Yang & P.H.Huang
82. Actinodaphne obtusa Teschner
83. Actinodaphne oleifolia Gamble
84. Actinodaphne omeiensis (H.Liu) C.K.Allen
85. Actinodaphne paotingensis Yen C.Yang & P.H.Huang
86. Actinodaphne pauciflora Blume
87. Actinodaphne pedunculata (Blume) Meisn.
88. Actinodaphne percoriacea S.Julia
89. Actinodaphne perglabra Kosterm.
90. Actinodaphne perlucida C.K.Allen
91. Actinodaphne philippinensis Merr.
92. Actinodaphne pilosa (Lour.) Merr.
93. Actinodaphne pisifera Hook.f.
94. Actinodaphne procera Nees
95. Actinodaphne pruinosa Nees
96. Actinodaphne pubescens Blume
97. Actinodaphne pulchra Teschner
98. Actinodaphne quercina Blume
99. Actinodaphne reticulata Meisn.
100. Actinodaphne ridleyi Gamble
101. Actinodaphne robusta S.Julia
102. Actinodaphne rufescens Blume
103. Actinodaphne rumphii Blume
104. Actinodaphne salicina Meisn.
105. Actinodaphne samarensis (Merr.) Merr.
106. Actinodaphne scleroptera Miq.
107. Actinodaphne semengohensis S.Julia
108. Actinodaphne sesquipedalis Hook.f. & Thomson ex Meisn.
109. Actinodaphne setchuenensis (Gamble) C.K.Allen
110. Actinodaphne shendurunii Robi & Udayan
111. Actinodaphne sikkimensis Meisn.
112. Actinodaphne soepadmoi S.Julia
113. Actinodaphne solomonensis C.K.Allen
114. Actinodaphne spathulifolia S.Julia
115. Actinodaphne speciosa Nees
116. Actinodaphne sphaerocarpa (Blume) Nees
117. Actinodaphne stenophylla Thwaites
118. Actinodaphne sulcata S.Julia
119. Actinodaphne tadulingamii Gamble
120. Actinodaphne tayabensis (Elmer) Merr.
121. Actinodaphne tomentosa Teschner
122. Actinodaphne trichocarpa C.K.Allen
123. Actinodaphne tsaii Hu
124. Actinodaphne venosa S.Julia
125. Actinodaphne wightiana (Kuntze) Noltie